# Liptovská Porúbka
Liptovská Porúbka este o comună slovacă, aflată în districtul Liptovský Mikuláš din regiunea Žilina, pe malul râului Váh. Localitatea se află la altitudinea de 796 m deasupra n.m., se întinde pe o suprafață de 42,16 km2 și în 2017 număra 1.175 de locuitori.

## Istoric
Localitatea Liptovská Porúbka este atestată documentar din 1377.

## Demografie
| An:                | 1994 | 2004    | 2014   | 2024   |
| ------------------ | ---- | ------- | ------ | ------ |
| Număr de persoane: | 997  | 1169    | 1172   | 1233   |
| Diferență:         |      | +17,25% | +0,25% | +5,20% |

| An:                | 2023 | 2024   |
| ------------------ | ---- | ------ |
| Număr de persoane: | 1232 | 1233   |
| Diferență:         |      | +0,08% |